# Osiek
Osiek este un oraș în Polonia.